# Bisaltes
Bisaltes es un género de escarabajos longicornios de la subfamilia Lamiinae.

## Especies
- Bisaltes adustus (Burmeister, 1865)
- Bisaltes argentiniensis Breuning, 1971
- Bisaltes bilineellus Breuning, 1939
- Bisaltes bimaculatus Aurivillius, 1904
- Bisaltes brevicornis Breuning, 1939
- Bisaltes buquetii Thomson, 1868
- Bisaltes chilensis Breuning, 1939
- Bisaltes columbianus Breuning, 1971
- Bisaltes elongatus Breuning, 1939
- Bisaltes flaviceps Breuning, 1940
- Bisaltes fuscoapicalis Breuning, 1950
- Bisaltes fuscodiscalis Breuning, 1943
- Bisaltes fuscomarmoratus Breuning, 1966
- Bisaltes lingafelteri Martins, Santos-Silva & Galileo, 2015
- Bisaltes montevidensis (Thomson, 1868)
- Bisaltes monticola Tippmann, 1960
- Bisaltes petilus Galileo & Martins, 2009
- Bisaltes picticornis Galileo & Martins, 2003
- Bisaltes pulvereus (Bates, 1866)
- Bisaltes roseiceps Breuning, 1939
- Bisaltes sautierei Chalumeau & Touroult, 2004
- Bisaltes spegazzinii Bruch, 1911
- Bisaltes stramentosus Breuning, 1939
- Bisaltes strandi Breuning, 1940
- Bisaltes subreticulatus Aurivillius, 1920
- Bisaltes taua Galileo & Martins, 2003
- Bisaltes tibialis (Schaeffer, 1908)
- Bisaltes triangularis Breuning, 1940
- Bisaltes unicolor Galileo & Martins, 2003
- Bisaltes uniformis Breuning, 1939
- Bisaltes venezuelensis Breuning, 1943